# 瀬戸内寂聴
瀬戸内 寂聴（せとうち じゃくちょう、1922年〈大正11年〉5月15日 - 2021年〈令和3年〉11月9日）は、日本の小説家、天台宗の尼僧。位階は従三位。俗名：晴美（はるみ）。僧位は権大僧正。1997年文化功労者、2006年文化勲章。天台寺名誉住職、徳島市名誉市民、京都市名誉市民、二戸市名誉市民。天台寺住職、比叡山延暦寺禅光坊住職、敦賀女子短期大学学長を務めた。
作家としての代表作は、『夏の終り』『花に問え』『場所』など多数。1988年以降は『源氏物語』に関連する著作が多く、新潮同人雑誌賞を皮切りに、女流文学賞、谷崎潤一郎賞、野間文芸賞などを受賞した。
大正・昭和・平成・令和と4つの時代を生きた作家である。

## 経歴
徳島県徳島市塀裏町（現・幸町）の仏壇店（瀬戸内商店）を営む三谷豊吉・コハルの次女、三谷晴美として生まれる。体が弱く、本を読むのが好きな子供だった。後に父が従祖母・瀬戸内いとと養子縁組したため、晴美も徳島高等女学校時代に三谷から瀬戸内姓に改姓。
東京女子大学在学中の1942年に20歳で酒井悌（1913-1992 徳島市生、のち国立国会図書館副館長）と見合いして婚約。1943年2月に結婚し、10月に夫の任地北京に渡る。1944年8月1日、女の子を出産。1945年6月夫が召集、8月終戦と共に帰宅。1946年、8月に一家3人で徳島に引き揚げ、夫の教え子の文学青年と不倫、夫に打ち明ける（晴美25歳 夫34歳 相手21歳）。青年との関係を清算するために1947年秋に一家3人で上京。
1948年に夫と3歳の長女を棄て家を出て京都で青年と生活。大翠書院などに勤めながら、初めて書いた小説「ピグマリオンの恋」を福田恆存に送る。その後青年は自殺している。このころ小田仁二郎とも恋愛関係にあった。
1950年に正式に離婚（長女とは後年出家後に和解したという）。上京して本格的に小説家を目指し、かつての本名であった三谷晴美のペンネームで少女小説を投稿、『少女世界』誌に掲載され、三谷佐知子のペンネームで『ひまわり』誌の懸賞小説に入選。少女世界社、ひまわり社、小学館、講談社で少女小説や童話を書く。また丹羽文雄を訪ねて同人誌『文学者』に参加、解散後は『Z』に参加。

### 本格的に作家デビュー

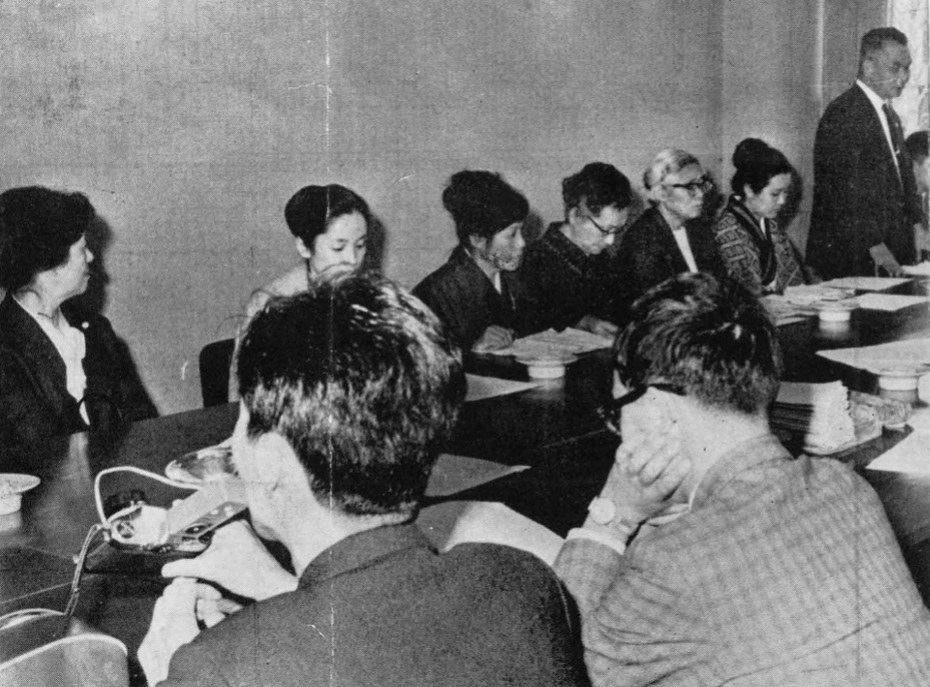
1964年11月30日、徳島ラジオ商殺し事件で有罪判決が確定した冨士茂子の無実をはらすため、池田みち子、市川房枝、大原富枝、神近市子、北林谷栄、小夜福子、瀬戸内晴美、奈良岡朋子、三宅艶子、由起しげ子ら10人は「徳島事件の公正裁判を要請するアピール」を行った。また同日、仮出所の嘆願書を提出した。写真は左から、三宅、奈良岡、大原、神近、市川、瀬戸内。

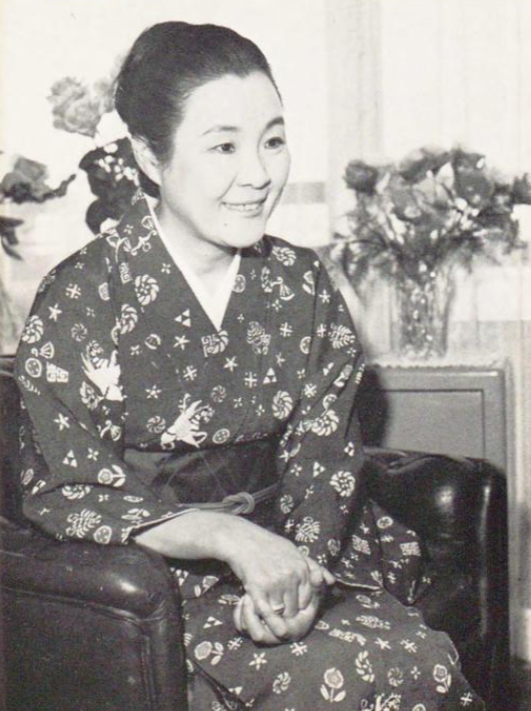
1960年代

1956年、処女作「痛い靴」を『文学者』に発表、1957年「女子大生・曲愛玲」で新潮同人雑誌賞を受賞。その受賞第1作『花芯』で、ポルノ小説であるとの批判にさらされ、批評家より「子宮作家」とレッテルを貼られる。
その後数年間は文芸雑誌からの執筆依頼がなくなり、『講談倶楽部』『婦人公論』その他の大衆雑誌、週刊誌等で作品を発表。
1959年から同人誌『無名誌』に『田村俊子』の連載を開始。並行して『東京新聞』に初の長編小説『女の海』を連載。
『婦人公論』編集長の三枝佐枝子から、徳島ラジオ商殺し事件の取材を依頼される。有罪判決が確定した冨士茂子と同じ徳島出身で、徳島県立徳島高等女学校の同窓というのが瀬戸内を抜擢した理由の一つだった。同誌1960年2月号にルポルタージュ「恐怖の判決」が掲載される。
1963年、連作短編集『夏の終り』を刊行。小田仁二郎や元夫の教え子との不倫（三角関係）の恋愛体験を描いたこの作品で同年の女流文学賞を受賞し、作家としての地位を確立する。
1966年、井上光晴と高松へ講演旅行、恋愛関係になる。1973年、井上との関係を絶つために修道女になろうとしたが複数のキリスト教施設から断られる。そこで出家しようとしたが複数の仏教施設から断られる。そこで今東光に相談し中尊寺で出家する。
しかし出家後も肉食をしていたと語っており、また85歳のときに48歳年下のIT企業経営者(既婚者)と恋愛関係にあったという。
以後数多くの恋愛小説、伝記小説を書き人気作家となる。

### 人気作家となって以降
1988年に出した『寂聴 般若心経』は1年で43万部を売るベストセラーとなる。1992年、一遍上人を描いた『花に問え』で谷崎潤一郎賞を受賞した。『源氏物語』の現代日本語文法訳でも、その名を知られている。
2007年8月11日、館長を務める徳島県立文学書道館（徳島市）での講演で、加齢黄斑変性のため右目が大部分見えなくなったことを明かした。
2008年には、いわゆる「ケータイ小説」のジャンルにも進出。スターツ出版が運営するケータイ小説サイト「野いちご」に、小説「あしたの虹」を「ぱーぷる」のペンネームで執筆していたことを、9月24日の記者会見で明らかにした。
2010年に脊椎を圧迫骨折し、半年間寝たきりの生活を余儀なくされる。
2014年、2度目の圧迫骨折治療中の検査で胆嚢がんが発見されたが、医師からは90歳を過ぎて手術をする人はいないと言われたものの、瀬戸内は「すぐに取ってください」とその場で決断、手術は成功。通常使用量の倍の薬でも収まらなかった腰の痛みは、がん騒動のうちに忘れていたという。その後復帰。
2015年11月4日には、テレビ朝日「徹子の部屋」に出演。入院中には激痛に耐えかね、「もう神も仏もない」と語った逸話が明かされた。番組では、がんは完治、痛みも全くなく酒を飲んでいると語った。

### 遷化

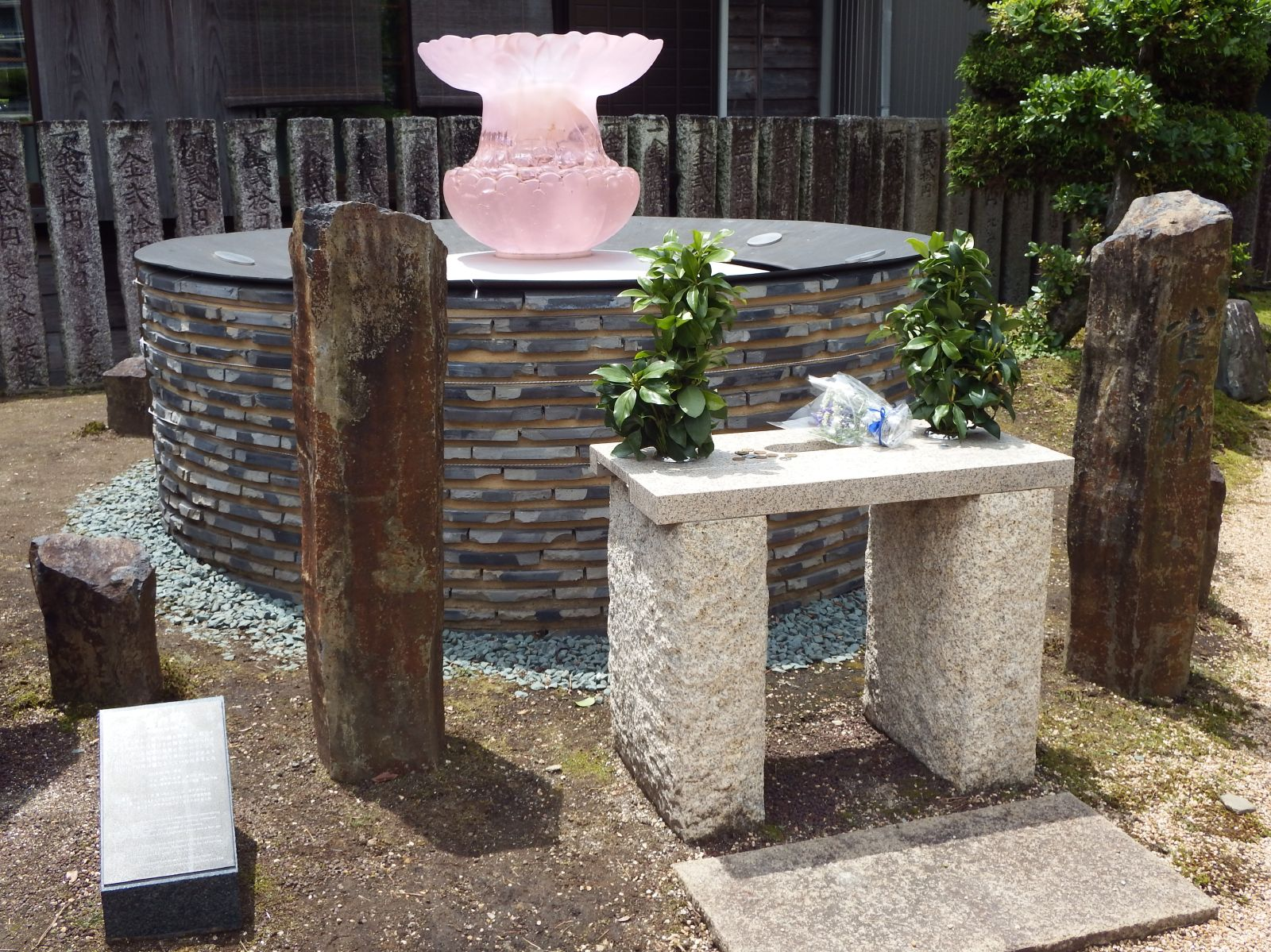
井戸寺の納骨堂に2022.5.15おさめられた。

2021年11月9日6時3分、心不全のため京都市内の病院で遷化。享年100（満99歳没）。訃報は同月11日に公表された。法名は「燁文心院大僧正寂聴大法尼」。亡くなる約1か月前から体調不良のため、入院療養していた。日本国政府は死没日をもって従三位に叙した。12月9日、寂庵で「偲ぶ会」が行われた。
12月21日には妙法院（京都市東山区）で本葬が営まれ、細川護熙元首相が弔辞を述べた。
2022年7月26日『お別れの会』が東京・内幸町の帝国ホテルで行われ、287人が参列した。

## 出家
1973年に51歳で今春聴（今東光）大僧正を師僧として中尊寺において天台宗で得度、法名を寂聴とする。当時は、出家しても戸籍名を変えなくてもよくなっていたため、銀行の手続きなど俗事の煩わしさを嫌い、戸籍名はそのままにし、仏事の面だけで法名を併用。作家としては出家後も俗名を名乗り続けたが、1987年、東北天台寺住職となった時点で戸籍名を寂聴に改め、寂聴名義での執筆活動を開始した。
1974年、比叡山横川の行院で60日間の行を経て、京都嵯峨野で寂庵と名付けた庵に居す。尼僧としての活動も熱心で、週末には青空説法（天台寺説法）として、法話を行っていた。満行後の行院の道場の板の間での記者会見に臨んだ時、初めて尼僧になったことを実感したという。
40人余りの行院生の中で尼僧は寂聴を含め5人であった。うち2人には夫があり、髪があった。5人の尼僧の中で霊感のないのは寂聴だけであった。得度に際し、今春聴より髪はどうするのかを聞かれ、即座に「落とします」と答えた。次に「ところで、下半身はどうする？」と聞かれ、「断ちます」と答えたところ、今は「ふうん、別に断たなくてもいいんだよ」とつぶやいたが、その後2人の間ではその話が交わされることはなかった。寂聴が頭を剃り、性を絶つと答えたのは、自信がなく将来に不安があったためで、その時は多分に気負っていたと後に書いている。
寂聴にとって、護摩焚きは非常にエロティックなものだった。密教の四度加行での護摩焚きの際には、印をエロティックな型だと思い、観想のための文から不動明王の怒張した男性器を連想するなどする。仏教の目指す究極の境地、至境は、いずれも秘教であることは寂聴に勇気を与えた。密教の行では、再生する命を感得し、先の1か月の顕教の行では味わえなかった宇宙の生命の輝き、それに直結し一体化する自己の無限の拡充、恍惚を味わう。寂聴はかねてより、岡本かの子の晩年に小説を花開かせたものが、浄土真宗でも禅宗でもなく密教の宇宙の大生命賛歌の思想ではないかと睨んでいたことを、横川で確認できた。
密教の行に入り10日くらいした頃、風呂場の掃除のために湯殿の戸を開けた途端、誰もいないと思っていた脱衣場に濡れた全裸の男が寂聴の方に向いて仁王立ちしていた。行院生の中でもずば抜けて背の高く、誰よりも大声でお経を怒鳴る若者であった。寂聴の目に臍下の黒々とした密林とその中からまさしく不動明王の如くにそそり立つ怒れる剣のごときものがまともに目に入る。次の瞬間、顔を真っ赤にした男と寂聴は声を合わせて大笑いした。精力の有り余る男は、早朝の作務に入る一時を盗んで全身に水を浴びていたのだった。寂聴がその裸体に動じなかったのは、枯れていたわけでも修業で心が澄んでいたわけでもなく、そのもの自体がグロテスクなだけで、美的でもかわいいものでもなかったということだったと書いている。

## 思想・信条
- 原子力発電にも反対の立場であり「反原発運動に残りの生涯は携わりたい」とインタビューで述べていた。2012年5月2日、脱原発を求める市民団体が脱原発を求めて決行したハンガーストライキに参加。ハンガーストライキは日没（半日程度）まで行われた[37]。
- 2000年には岡村勲の手記に感銘を受けて犯罪被害者の会の設立に関与したが[38]、2016年10月6日、日本弁護士連合会が開催した死刑制度に反対するシンポジウムにて、瀬戸内がビデオメッセージで死刑制度を批判した上で「殺したがるばかどもと戦ってください」と発言し、批判を受けた。この発言に対して会場にいた全国犯罪被害者の会（あすの会）のメンバーや犯罪被害者を支援する弁護士（「あすの会」顧問の岡村勲ら）は「被害者の気持ちを踏みにじる言葉だ」と抗議した[39]。また、この言葉について闇サイト殺人事件の被害者遺族（実行犯3人全員に対する死刑を求めたが、この事件の裁判で死刑が確定したのは1人のみだった）は2016年12月17日に犯罪被害者支援弁護士フォーラムが東京都千代田区の星陵会館ホールで開いたシンポジウムで基調講演した際にこの言葉を非難し「（なぜ死刑制度に賛成する我々被害者遺族が）『殺したがるバカども』と罵倒されなければならないのでしょうか。この言葉は（実際に人を殺した）加害者に向けるべき言葉ではないでしょうか」と真っ向から反論した。後に『殺したがるバカども』とは政府や国に向けた言葉であり、当然被害者家族に向けての言葉ではない、とした上で『言葉足らずで、僧侶が使うべき言葉ではなかった。バカは私。』と著書にて語っている[40]。

## 年譜
- 1943年 - 東京女子大学国語専攻部卒業
- 1956年 - 『女子大生・曲愛玲』で新潮同人雑誌賞受賞
- 1961年 - 『田村俊子』で田村俊子賞受賞
- 1963年 - 「夏の終り」で女流文学賞受賞
- 1973年 - 岩手県平泉町の中尊寺で得度、尼僧となり瀬戸内寂聴に
- 1984年 - 京都市文化功労者
- 1987年 - 岩手県浄法寺町（現・二戸市）の天台寺住職に就任
- 1988年 - 敦賀女子短期大学学長就任
- 1992年 - 『花に問え』で谷崎潤一郎賞受賞。敦賀女子短期大学学長退任。浄法寺町名誉町民
- 1993年 - 京都府文化賞特別功労賞受賞
- 1996年 - 『白道』で芸術選奨文部大臣賞（文学部門）受賞
- 1997年 - 文化功労者に選ばれる
- 1998年 - 第49回NHK放送文化賞受賞。『現代語訳 源氏物語』全20巻完結
- 2000年 - 徳島市名誉市民、岩手県県勢功労者
- 2001年 - 『場所』で第54回野間文芸賞受賞
- 2002年 - 徳島県立文学書道館が竣工し、館内に瀬戸内寂聴記念室が設置される。同時に母校の徳島県立高等女学校（現・徳島県立城東高等学校）が100周年を迎え、寂聴奨学金を設立。第30回大谷竹次郎賞受賞
- 2005年6月 - 天台寺の住職を引退
- 2006年
  - 1月 イタリア国際ノニーノ賞受賞
  - 2月 オペラ『愛怨』（作曲／三木稔）の台本を手がける
  - 3月 第73回NHK全国学校音楽コンクール高等学校の部の課題曲「ある真夜中に」を作詞（合唱曲。作曲／千原英喜）
  - 11月
    - 3日 文化勲章受章
    - 1日 源氏物語千年紀のよびかけ人となる

  - 12月31日 第57回NHK紅白歌合戦の特別審査員を務める
- 2007年
  - 1月 徳島県県民栄誉賞受賞
  - 3月 延暦寺の直轄寺院「禅光坊」の住職に就任
  - 10月 京都市名誉市民
- 2008年 - 憲法9条京都の会（代表世話人） 結成。新潟市主催の第3回安吾賞受賞
- 2011年 - 『風景』で第39回泉鏡花文学賞受賞
- 2018年 - 2017年度朝日賞受賞[41]、句集『ひとり』で第6回星野立子賞受賞、第52回蛇笏賞候補
- 2019年 - 第11回桂信子賞受賞
- 2021年 - 遷化、叙従三位

## 著書

### 1960年代まで
- 『白い手袋の記憶』朋文社 1957年 のち中公文庫
- 『花芯』三笠書房 1958年 のち文春文庫、講談社文庫
- 『迷える女』小壺天書房 1959年
- 『恋愛学校』東方社 1959年 のち講談社文庫
- 『恋愛獲得講座』和同出版社 1959年
- 『その終りから』浪速書房 1960年
- 『愛の素顔 結婚生活のすべて』徳間書店 1961年
- 『田村俊子』文藝春秋新社 1961年 のち角川文庫、講談社文芸文庫
- 『夏の終り』新潮社 1963年 のち文庫
- 『女徳』（高岡智照尼がモデル）新潮社 1963年 のち文庫
- 『ブルーダイヤモンド』講談社 1963年 のち文庫
- 『女優』新潮社 1964年 のち文春文庫（嵯峨美智子がモデル）
- 『女の海』圭文館 1964年 のち集英社文庫
- 『女箸』東方社 1964年
- 『妬心』新潮社 1964年 のち集英社文庫
- 『花野』文藝春秋 1964年 のち文庫
- 『妻たち』新潮社 1965年 のち文庫
- 『かの子撩乱』講談社 1965年 のち文庫（岡本かの子）（解説：上田三四二）
- 『輪舞』講談社 1965年 のち文庫
- 『道』文化服装学院出版局 1965年
- 『愛にはじまる』中央公論社 1966年 のち文庫
- 『瀬戸内晴美自選作品』全4巻 雪華社 1966年-1967年
- 『美は乱調にあり』（大杉栄・伊藤野枝）文藝春秋 1966年 のち角川文庫、文春文庫
- 『美少年』東方小説選書 1966年
- 『煩悩夢幻』（和泉式部）新潮社 1966年
- 『朝な朝な』講談社 1966年 のち文春文庫
- 『誘惑者』講談社 1966年
- 『瀬戸内晴美傑作シリーズ』全5巻 講談社 1967年
- 『鬼の栖』（本郷菊富士ホテル）河出書房 1967年 のち角川文庫
- 『黄金の鋲』新潮社 1967年 のち角川文庫
- 『燃えながら』講談社 1967年 のち文庫
- 『死せる湖』文藝春秋 1967年 のち文庫
- 『一筋の道』文藝春秋 1967年 のち集英社文庫
- 『火の蛇』講談社 1967年
- 『愛の倫理』（エッセイ）青春出版社 1968年 のち角川文庫
- 『祇園女御』講談社 1968年 のち文庫
- 『彼女の夫たち』講談社 1968年 のち文庫
- 『あなたにだけ』サンケイ新聞社出版局 1968年 のち文春文庫
- 『情婦たち』新潮社 1968年
- 『夜の会話』文芸春秋 1968年 のち文庫
- 『妻と女の間』毎日新聞社 1969年 のち新潮文庫
- 『お蝶夫人　小説三浦環』講談社 1969年 のち文庫
- 『蘭を焼く』講談社 1969 のち文庫（解説：亀井秀雄）、文芸文庫
- 『嫉妬やつれ』講談社 ロマン・ブックス 1969年
- 『情事の配当』講談社 ロマン・ブックス 1969年
- 『転落の歌』講談社 ロマン・ブックス 1969年
- 『不貞な貞女』講談社 ロマン・ブックス 1969年
- 『身がわりの夜』講談社 ロマン・ブックス 1969年
- 『奈落に踊る』文芸春秋 1969年 「奈落」文庫

### 1970年代
- 『遠い声』（管野スガ）新潮社 1970年 のち文庫
- 『恋川』（桐竹紋十郎）毎日新聞社 1971年 のち角川文庫
- 『純愛』講談社 1971年 のち文庫
- 『ゆきてかえらぬ』文藝春秋 1971年 のち文庫
- 『輪環』文藝春秋 1971年 のち文庫（解説：亀井秀雄）
- 『おだやかな部屋』河出書房新社 1971年 のち集英社文庫
- 『薔薇館』講談社 1971年 のち文庫
- 『余白の春』（金子文子）中央公論社 1972年 のち文庫
- 『瀬戸内晴美作品集』全8巻 筑摩書房 1972年-1973年
- 『京まんだら』講談社 1972年 のち文庫
- 『美女伝』講談社 1972年 のち集英社文庫
- 『みじかい旅』文藝春秋 1972年 のち文庫
- 『放浪について』講談社 1972年 のち文庫
- 『瀬戸内晴美長編選集』全13巻 講談社 1973年-1974年
- 『中世炎上』（後深草院二条）朝日新聞社 1973年 のち新潮文庫
- 『ひとりでも生きられる いのちを愛にかけようとするとき』（エッセイ）青春出版社 1973年 のち集英社文庫
- 『いずこより』（自伝小説）筑摩書房 1974年 のち新潮文庫
- 『平凡社ギャラリー 文楽』1973年
- 『色徳』新潮社 1974年 のち文庫
- 『吊橋のある駅』河出書房新社 1974年 のち集英社文庫
- 『抱擁』文藝春秋 1974年 のち文庫
- 『見知らぬ人へ』創樹社 1974年 のち集英社文庫
- 『終りの旅』平凡社 1974年
- 『談談談』大和書房 1974年 のち集英社文庫
- 『瀬戸内晴美随筆選集』全6巻 河出書房新社 1975年
- 『見出される時』創樹社 1975年 のち集英社文庫
- 『戯曲かの子撩乱』冬樹社 1975年
- 『山河漂泊』河出書房新社 1975年 「涯しない旅」集英社文庫
- 『遠い風近い風』朝日新聞社 1975年 のち文春文庫
- 『蜜と毒』講談社 ロマン・ブックス 1975年 のち文庫
- 『幻花』河出書房新社 1976年 のち集英社文庫
- 『冬の樹』中央公論社 1976年 のち文庫
- 『嵯峨野より』講談社 1977年 のち文庫
- 『かの子撩乱その後』冬樹社 1978年 のち講談社文庫
- 『まどう』新潮社 1978年 のち文庫
- 『草宴』講談社 1978年 のち文庫
- 『祇園の男』文藝春秋 1978年 のち文庫
- 『比叡』（純文学書き下ろし特別作品）新潮社 1979年 のち文庫
- 『花火』作品社 1979年 のち新潮文庫
- 『有縁の人』創林社 1979年 のち新潮文庫
- 『風のたより』海竜社 1979年 のち新潮文庫
- 『古都旅情』平凡社 1979年 のち新潮文庫
- 『女たち』文春文庫 1979年 のち集英社文庫

### 1980年代
- 『嵯峨野日記』（随筆）新潮社 1980年 のち文庫
- 『花情』文藝春秋 1980年 のち文庫
- 『こころ』講談社 1980年 のち文庫
- 『小さい僧の物語 地蔵説話』寂聴 秋野不矩絵 平凡社名作文庫 1980年 のち集英社文庫
- 『幸福』講談社 1980年 のち文庫
- 『寂庵浄福』文化出版局 1980年 のち集英社文庫
- 『続瀬戸内晴美長編選集』全5巻 講談社 1981年-1982年

（以後、晴美名義と寂聴名義が混在）
- 『ブッダと女の物語』寂聴 講談社 1981年 のち文庫
- 『瀬戸内晴美による瀬戸内晴美』試みの自画像 青銅社 1981年
- 『伝教大師巡礼』寂聴 講談社 1981年 のち文庫
- 『愛の時代』講談社 1982年 のち文庫
- 『インド夢幻』晴美 朝日新聞社 1982年 のち文春文庫
- 『私の好きな古典の女たち』晴美 福武書店 1982年 のち新潮文庫
- 『寂聴巡礼』平凡社 1982年 のち集英社文庫
- 『いま、愛と自由を 寂聴塾からのメッセージ』集英社 1982年 のち文庫
- 『生きるということ』集英社文庫 1983年
- 『人なつかしき』晴美 筑摩書房 1983年 のち文庫
- 『諧調は偽りなり』（「美は乱調にあり」続き）晴美 文藝春秋 1984年 のち文庫
- 『ここ過ぎて 北原白秋と三人の妻』晴美 新潮社 1984年 のち文庫
- 『印度・乾陀羅』講談社 1983年 「美と愛の旅」文庫
- 『敦煌・西蔵・洛陽』講談社 1983年 「美と愛の旅2」文庫
- 『愛と祈りを』小学館 1983年 のち文庫
- 『すばらしき女たち 瀬戸内晴美対談集』中央公論社 1983年
- 『青鞜』晴美 中央公論社 1984年 のち文庫
- 『ぱんたらい』晴美 福武書店 1985年 のち文庫
- 『花怨』講談社文庫 1985年
- 『私小説』集英社 1985年 のち文庫
- 『寂庵説法』講談社 1985年 のち文庫
- 『瀬戸内寂聴紀行文集』全5巻 平凡社 1985年-1986年
- 『幸福と不安のカクテル』大和書房 1986年 「幸福と不安と」新潮文庫
- 『寂庵だより』海竜社 1986年 のち講談社文庫
- 『瀬戸内寂聴と男たち 瀬戸内寂聴対談集』中央公論社 1986年 のち文庫
- 『風のない日々』新潮社 1986年 のち文庫
- 『いのち華やぐ』講談社 1986年 のち文庫
- 『私の京都小説の旅』海竜社 1987年 のち新潮文庫
- 『愛と別れ 世界の小説のヒロインたち』講談社 1987年 のち文庫
- 『愛の四季』角川書店 1988年 のち文庫
- 『新寂庵説法　愛なくば』講談社 1988年
- 『寂聴般若心経 生きるとは』中央公論社 1988年 のち文庫
- 『女人源氏物語』全5巻 寂聴 小学館 1988年-1989年 のち集英社文庫
- 『家族物語』講談社 1988年 のち文庫
- 『再会』講談社文庫 1989年
- 『生死長夜』講談社 1989年 のち文庫
- 『わたしの源氏物語』小学館 1989年 のち集英社文庫
- 『寂聴写経のすすめ』法蔵館 1989年
- 『寂聴天台寺好日』土井武撮影 文化出版局 1989年 のち講談社文庫
- 『寂庵こよみ』中央公論社 1989年 のち文庫
- 『祈ること　出家する前のわたし』河出文庫 1989年
- 『あふれるもの 瀬戸内寂聴自選短篇集』学芸書林 1989年
- 『寂聴愛のたより』海竜社 1989年 のち講談社文庫
- 『瀬戸内寂聴伝記小説集成』全4巻 文藝春秋 1989年-1990年

### 1990年代
- 『わが性と生』瀬戸内寂聴、瀬戸内晴美 新潮社 1990年 のち文庫

（以後寂聴で統一）
- 『愛すること 出家する前のわたし』河出文庫 1990年
- 『書くこと 出家する前のわたし』河出文庫 1990年
- 『寂聴観音経　愛とは』中央公論社 1990年 のち文庫
- 『手毬』新潮社 1991年 のち文庫
- 『寂聴つれづれ草子』朝日新聞社 1991年 のち文庫
- 『生きるよろこび　寂聴随想』講談社 1991年 のち文庫
- 『孤独を生ききる』光文社カッパホームズ 1991年 のち文庫
- 『寂聴イラクをゆく 殺スナカレ殺サセルナカレ』芳賀明夫写真 スピーチバルーン 1991年
- 『晴美と寂聴のすべて』集英社文庫 1991年
- 『花に問え』（一遍）中央公論社 1992年 のち文庫 谷崎潤一郎賞
- 『あきらめない人生　寂聴茶話』小学館、1992年 のち集英社文庫
- 『人が好き　私の履歴書』日本経済新聞社 1992年 のち講談社文庫
- 『愛のまわりに』小学館 1992年 のち集英社文庫
- 『渇く』日本放送出版協会 1993年 のち講談社文庫
- 『源氏に愛された女たち』講談社+α文庫 1993年
- 『寂庵まんだら』中央公論社 1993年 のち文庫
- 『寂聴生きる知恵 法句経を読む』海竜社 1993年 のち集英社文庫
- 『十人十色「源氏」はおもしろい 寂聴対談』小学館 1993年 のち文庫
- 『愛死』講談社 1994年 のち文庫
- 『歩く源氏物語』講談社 1994年
- 『草筏』中央公論社 1994年 のち文庫
- 『寂聴古寺巡礼』平凡社 1994年 のち新潮文庫
- 『寂聴日めくり』中央公論社 1994年 のち文庫
- 『与える愛に生きて 先達の教え』小学館 1995年 のち文庫
- 『恋の旅路』稲越功一写真 朝日出版社 1995年
- 『道堂々』日本放送出版協会 1995年
- 『白道』（西行）講談社 1995年 芸術選奨文部大臣賞 のち文庫
- 『いのち発見』講談社 1996年 のち文庫
- 『寂聴草子』中央公論社 1996年 のち文庫
- 『無常を生きる 寂聴随想』講談社 1996年 のち文庫
- 『わたしの宇野千代』中央公論社 1996年
- 『わたしの樋口一葉』小学館 1996年
- 『生きた書いた愛した 対談・日本文学よもやま話』新潮社 1997年 のち文庫
- 『源氏物語の女性たち』日本放送出版協会 NHKライブラリー 1997年
- 『孤高の人』（湯浅芳子）筑摩書房 1997年 のち文庫
- 『つれなかりせばなかなかに 妻をめぐる文豪と詩人の恋の葛藤』（谷崎潤一郎・佐藤春夫）中央公論社 1997年 のち文庫
- 『私の京都案内 小説の旅』講談社 1997年
- 『源氏物語絵詞』石踊達哉絵 講談社 1998年
- 『寂聴あおぞら説法』光文社 1998年
- 『寂聴おしゃべり草子』中央公論社 1998年
- 『寂聴ほとけ径 私の好きな寺』正続　マガジンハウス 1998年 のち光文社知恵の森文庫
- 『わかれば『源氏』はおもしろい 寂聴対談集』講談社 1998年 のち文庫
- 『あした見る夢』朝日新聞社 1999年 のち文庫
- 『さよなら世紀末』中央公論新社 1999年
- 『いよよ華やぐ』新潮社 1999年 のち文庫
- 『寂聴今昔物語』中央公論新社 1999年 のち文庫

### 2000年代
- 『髪』新潮社 2000年 のち文庫
- 『源氏物語の脇役たち』岩波書店 2000年
- 『寂聴美の宴』小学館 2000年
- 『人生道しるべ 寂聴相談室』文化出版局 2000年 のち講談社文庫
- 『痛快!寂聴仏教塾 グローバル・スタンダード』集英社インターナショナル 2000
- 『生きることば あなたへ』光文社 2001年
- 『残されている希望』日本放送出版協会 2001年
- 『場所』（自伝小説）新潮社 2001年 のち文庫 野間文芸賞
- 『瀬戸内寂聴全集』全20巻 新潮社 2001年-2002年（解説・秋山駿）
- 『いま、いい男 瀬戸内寂聴対談集』ぴあ 2002年
- 『かきおき草子』新潮社 2002年 のち文庫
- 『釈迦』新潮社 2002年 のち文庫
- 『釈迦と女とこの世の苦』日本放送出版協会 2002年 のちNHKライブラリー
- 『寂聴あおぞら説法 2』光文社 2002年 のち文庫
- 『寂聴あおぞら説法 みちのく天台寺「四季巡礼」 ビジュアル版』光文社 2002年 のち文庫
- 『寂聴生きいき帖』祥伝社 2002年 のち黄金文庫
- 『寂聴さんと巡る四国花遍路』文化出版局 2002年
- 『寂聴仏教塾』集英社インターナショナル 2002年 のち文庫
- 『瀬戸内寂聴の人生相談』日本放送出版協会 生活人新書 2002年
- 『瀬戸内寂聴の新作能 蛇・夢浮橋』集英社 2003年
- 『愛する能力』講談社 2004年 のち文庫
- 『寂聴の古寺礼讃』永井吐無画 講談社 2004年
- 『痛快!寂聴源氏塾』集英社インターナショナル 2004年 のち文庫
- 『藤壺』講談社 2004年 のち文庫
- 『炎凍る 樋口一葉の恋』小学館文庫 2004年 のち岩波現代文庫
- 『真夜中の独りごと』新潮社 2004年 のち文庫
- 『生きる智慧死ぬ智慧』新潮社 2005年
- 『命のことば』講談社 2005年
- 『美しいお経』嶋中書店 2005年
- 『おとなの教養古典の女たち』海竜社 2005年 のち光文社知恵の森文庫
- 『五十からでも遅くない』海竜社 2005年 のち光文社知恵の森文庫
- 『寂聴あおぞら説法 3』光文社 2005年 のち文庫
- 『寂聴人は愛なしでは生きられない』大和書房 2005年 「寂聴愛を生きる」文庫
- 『おにぎり食べたお地蔵さん』祥伝社 2006年
- 『寂聴と巡る京都』集英社インターナショナル 2006年
- 『寂聴さんがゆく 瀬戸内寂聴の世界』伊藤千晴写真 平凡社 コロナ・ブックス 2006年
- 『9歳から99歳までの絵本般若心経』講談社 2007年
- 『愛と救いの観音経』中央公論新社 2007年 のち文庫
- 『生きることは愛すること 愛する若いあなたへ』講談社 2007年 のち文庫
- 『美しいお経』中央公論新社 2007年 のち文庫
- 『おばあさんの馬』小林豊絵 講談社 寂聴おはなし絵本 2007年
- 『瀬戸内寂聴紀行文集』全6冊 平凡社ライブラリー 2007年-2009年
- 『幸せさがし』はたこうしろう絵 講談社 寂聴おはなし絵本 2007年
- 『寂聴源氏塾』集英社インターナショナル 2007年 のち文庫
- 『寂聴訳絵解き般若心経』横尾忠則画 朝日出版社 2007年
- 『大切なひとへ 生きることば』光文社 2007年 のち文庫
- 『月のうさぎ』岡村好文絵 講談社 寂聴おはなし絵本 2007年
- 『針つくりの花むこさん』たなか鮎子絵 講談社 寂聴おはなし絵本 2007年
- 『秘花』（世阿弥）新潮社 2007年 のち文庫
- 『老春も愉し 続・晴美と寂聴のすべて』集英社 2007年 のち文庫
- 『いま、釈迦のことば』朝日新聞出版 2008年 のち文庫
- 『老いを照らす』朝日新書 2008年 のち文庫
- 『奇縁まんだら』横尾忠則画 日本経済新聞出版社 2008年 のち文庫
- 『源氏物語の男君たち』日本放送出版協会 2008年
- 『源氏物語の女君たち』日本放送出版協会 2008年
- 『寂聴あおぞら説法 4』光文社 2008年 のち文庫
- 『寂聴と読む源氏物語』講談社 2008年 のち文庫
- 『素顔の寂聴さん』斉藤ユーリ撮影 小学館 2008年
- 『遺したい言葉』日本放送出版協会 2008年
- 『あしたの虹』（ぱーぷる）毎日新聞社 2008年（別名義でのケータイ小説）
- 『生きることば あなたへ』光文社文庫 2009年
- 『続・奇縁まんだら』日本経済新聞出版社 2009年
- 『寂聴幸運の鍵』毎日新聞社 2009年
- 『瀬戸内寂聴随筆選』全6巻 ゆまに書房 2009年
- 『モラエス恋遍路』実業之日本社 2009年
- 『わたしの蜻蛉日記』集英社 2009年 のち文庫

### 2010年代
- 『奇縁まんだら 続の2』日本経済新聞出版社 2010年
- 『寂聴あおぞら説法フォト・コレクション20 みちのく天台寺春夏編』光文社文庫 2010年
- 『寂聴・生き方見本』扶桑社 2010年
- 『寂聴辻説法』集英社インターナショナル 2010年 のち文庫
- 『わくわくどきどき』1-4 日本音声保存 2010年
- 『奇縁まんだら 終り』日本経済新聞出版社 2011年
- 『風景』角川学芸出版 2011年 のち文庫
- 『寂聴写経の力 生きる勇気が湧いてくる えんぴつと筆ペンではじめる写経練習帳』ベストセラーズ 2012年
- 『月の輪草子』講談社 2012年 のち文庫
- 『烈しい生と美しい死を』新潮社 2012年 のち文庫
- 『道しるべ』15歳の寺子屋 講談社 2012年
- 『明日は晴れ』光文社 2013年
- 『切に生きる』扶桑社 2013年
- 『それでも人は生きていく 冤罪・連合赤軍・オウム・反戦・反核』皓星社 2013年
- 『やっぱり、嵯峨野に行こう』扶桑社 2013年
- 『爛』新潮社 2013年 のち文庫
- 『お守り幸せ手帖』朝日出版社 2014年
- 『死に支度』講談社 2014年 のち文庫
- 『寂聴まんだら対談』講談社 2014年
- 『あなたの人生を照らす瀬戸内寂聴希望のことば77 健康・夫婦・子育て・老い・人づきあい 完全保存版』中央公論新社 2015年
- 『寂聴あおぞら説法 日にち薬 みちのく天台寺』光文社文庫 2015年
- 『わかれ』新潮社 2015年 のち文庫
- 『老いも病も受け入れよう』新潮社 2016年
- 『求愛』集英社 2016年 のち文庫
- 『ひとり 句集』深夜叢書社 2017年
- 『わたしの好きな仏さまめぐり』マガジンハウス 2017年
- 『瀬戸内寂聴いのちよみがえるとき』（NHK出版DVD+BOOK） 2017年
- 『生きてこそ』新潮新書 2017年
- 『あなただけじゃないんです』自由国民社 2017年
- 『青い花 瀬戸内寂聴少女小説集』小学館 2017年
- 『いのち』講談社 2017年 のち文庫
- 『花のいのち』講談社 2018年
- 『寂聴九十七歳の遺言』朝日新書 2019年
- 『はい、さようなら。』光文社 2019年
- 『97歳の悩み相談』（17歳の特別教室）講談社 2019年
- 『命あれば』新潮社 2019年
- 『くすりになることば』（寂庵コレクションVol.1）光文社 2019年

### 2020年代
- 『あなたは、大丈夫』（寂庵コレクションVol.2）光文社 2020年
- 『悔いなく生きよう』祥伝社 2020年
- 『笑って生ききる』中央公論新社 2020年／増補版・中公新書ラクレ 2022年
- 『寂聴 残された日々』朝日新聞出版 2020年（絶筆[注 1]）、完全版・朝日文庫 2021年
- 『愛に始まり、愛に終わる 瀬戸内寂聴108の言葉』宝島社 2021年
- 『その日まで』講談社 2022年 のち文庫
- 『瀬戸内寂聴全集』（第2期・全5巻）新潮社 2022年
- 『あなたの心に青空を』光文社 2022年
- 『百歳 いつまでも書いていたい：小説家・瀬戸内寂聴の生き方』NHK出版 2022年
- 『遺す言葉「寂庵だより」2017-2008年より』祥伝社 2022年
- 『老いて華やぐ』文藝春秋 2022年
- 『今日を楽しく生きる「寂庵だより」2007-1998年より』祥伝社 2022年
- 『99年、ありのままに生きて』中央公論新社 2022年
- 『捨てることから始まる「寂庵だより」1997-1987年より』祥伝社 2022年
- 『私解説（わたくしかいせつ）』新潮社 2022年
- 『瀬戸内寂聴初期自選エッセイ（愛すること・祈ること・書くこと）』河出書房新社 2022年
- 『あこがれ』新潮社 2022年。短編小説17編
- 『定命』小学館 2024年
- 『命日』講談社 2024年

### 共著・編
- 『恐怖の裁判 徳島ラジオ商殺し事件』富士茂子共著 読売新聞社 1971年
- 『カラー嵯峨野の魅力』竹村俊則共著 横山健蔵写真 淡交社 1977年
- 『古寺巡礼京都 17 三千院』瀬戸内寂聴,水谷教章著 淡交社 1977年
- 『古寺巡礼京都 21 清涼寺』瀬戸内寂聴,鵜飼光順著 淡交社 1978年
- 『女の一生 人物近代女性史』全7巻 責任編集 講談社 1980年-1981年 のち文庫
- 『古寺巡礼近江 4　三井寺』瀬戸内寂聴,福家俊明著 淡交社 1980年
- 『愛のかたち』晴美選 日本ペンクラブ編 集英社文庫 1982年
- 『名作のなかの女たち』前田愛、晴美共著 角川書店 1984年 のち文庫、岩波同時代ライブラリー、岩波現代文庫
- 『愛の現代史 『婦人公論』手記の証言』全5巻 編 中央公論社 1984年-1985年
- 『愛と命の淵に』寂聴、永田洋子 福武書店 1986年 のち「往復書簡」として文庫
- 『仏教の事典 お釈迦さまから日常語まで』編著 三省堂 1985年
- 『寂聴の仏教入門』久保田展弘共著 講談社 1988年 のち文庫
- 『仏教・エロスと救い 瀬戸内寂聴vs.ひろさちや対談集』主婦の友社 1993年 「仏教とエロス」学研M文庫
- 『寂聴・猛の強く生きる心』梅原猛共著 講談社 1994年 のち文庫
- 『水墨画の巨匠 第2巻 雪村』雪村周継 林進共著 講談社 1995年
- 『京の古寺から 別巻 寂庵』井上隆雄共著 淡交社 1996年
- 『風のように炎のように 対談』五木寛之,加藤唐九郎共著 風媒社 1997年
- 『文章修業』水上勉共著 岩波書店 1997年 のち光文社知恵の森文庫
- 『人生万歳』永六輔共著 岩波書店 1998年 のち新潮文庫
- 『幸せは急がないで 人生の岐路に立つあなたへ! 尼僧が語る「愛の法話」45編』青山俊董共編 光文社文庫 1999年
- 『生と死の歳時記 美しく生きるためのヒント』齋藤愼爾共著 法研 1999年 のち光文社知恵の森文庫
- 『日本復活』稲盛和夫,中坊公平共著 中央公論新社 1999年
- 『寂聴×アラーキー 新世紀へのフォトーク』荒木経惟共著 新潮文庫 2000年
- 『ニッポンが好きだから 女二人のうっぷん・はっぷん』櫻井よしこ共著 大和書房 2000年 のち新潮文庫
- 『仏教ハンドブック』編 三省堂 2000年
- 『いのちの対話 生き抜く「元気の素」をあなたに』中坊公平,安藤忠雄共著 光文社 カッパ・ブックス 2001年
- 『いのち、生ききる』日野原重明共著 光文社 2002年 のち文庫
- 『いま聞きたいいま話したい』山田詠美共著 中央公論新社 2002年 「小説家の内緒話」文庫
- 『人生への恋文』石原慎太郎共著 世界文化社 2003年 のち文春文庫
- 『No war! : ザ・反戦メッセージ』鶴見俊輔,いいだもも共編著 社会批評社 2003年
- 『あの世この世』玄侑宗久共著 新潮社 2003年 のち文庫
- 『寂聴中国再訪』平野啓一郎同行対談 日本放送出版協会 2003年
- 『ぴんぽんぱんふたり話』美輪明宏共著 集英社 2003年
- 『同時代を生きて―忘れえぬ人びと―』鶴見俊輔・ドナルド・キーン共著 岩波書店 2004年
- 『千年の京から「憲法九条」 私たちの生きてきた時代』鶴見俊輔共著 かもがわ出版 2005年
- 『また逢いましょう』宮崎奕保共著 朝日新聞社 2005年 のち文庫
- 『私の夢俺の希望』義家弘介共著 PHP研究所 2005年
- 『古寺巡礼京都 延暦寺』半田孝淳共著 淡交社 2007年
- 『The寂聴』第1～12号 責任編集 角川学芸出版 カドカワムック 2008年-2010年
- 『日本人なら「気品」を身につけなさい ボクらの時代』美輪明宏,平野啓一郎共著 扶桑社 2008年
- 『瀬戸内寂聴に聞く寂聴文学史』尾崎真理子著 中央公論新社 2009年
- 『不良のススメ』萩原健一共著 角川学芸出版 2009年
- 『小説一途 ふたりの「源氏物語」』田辺聖子共著 角川学芸出版 2010年
- 『生ききる。』梅原猛共著 角川ONEテーマ新書 2011年
- 『利他 人は人のために生きる』稲盛和夫共著 小学館 2011年 のち文庫
- 『その後とその前』さだまさし共著 幻冬舎 2012年 のち文庫
- 『日本を、信じる』ドナルド・キーン共著 中央公論新社 2012年 のち文庫
- 『若き日に薔薇を摘め』藤原新也共著 河出書房新社 2013年
- 『〈対談〉寂聴詩歌伝』齋藤愼爾聞き手 本阿弥書店 2013年
- 『死ぬってどういうことですか? 今を生きるための9の対論』堀江貴文共著 角川フォレスタ 2014年 『生とは、死とは』角川新書
- 『瀬戸内寂聴×EXILE ATSUSHI』NHK『SWITCHインタビュー達人達』制作班,EXILE ATSUSHI共著 ぴあ 2014年
- 『これからを生きるあなたに伝えたいこと』美輪明宏共著 マガジンハウス 2016年
- 『95歳まで生きるのは幸せですか？』池上彰との共著 PHP新書 2017年
- 『日本の美徳』ドナルド・キーン共著 中公新書ラクレ 2018年
- 『先生、ちょっと人生相談いいですか？』伊藤比呂美共著 集英社インターナショナル 2018年
- 『命の限り、笑って生きたい』瀬尾まなほ共著 光文社 2018年[42]
- 『寂聴先生、コロナ時代の「私たちの生き方」教えてください！』瀬尾まなほ共著 光文社 2020年
- 『往復書簡 老親友のナイショ文』横尾忠則共著 朝日新聞出版 2021年
- 『今を生きるあなたへ』聞き手・瀬尾まなほ SB新書 2021年
- 『寂聴さん最後の手紙 往復書簡 老親友のナイショ文』横尾忠則共著 朝日新聞出版 2022年
- 『戦争と人間と魂』小池政行共著 かもがわ出版 2022年

### 翻訳
- 『日本の古典・とわずがたり現代語訳』後深草院二条 河出書房新社 1973年 のち新潮文庫
- コレット・ダウリング『パーフェクト・ウーマン』監訳 三笠書房 1990年 改題「母と娘という関係」知的生きかた文庫
- 『現代語訳源氏物語』全10巻 講談社 1996年-1998年 のち文庫

## 瀬戸内寂聴を主題とした作品
- みれん - 1963年。「夏の終り」の映画化作品。池内淳子主演。
- 女の一代記シリーズ - 2005年にフジテレビで放送。宮沢りえ主演。
- 夏の終り - 2013年公開の映画。満島ひかり主演。
- 瀬戸内寂聴 99年生きて思うこと - 2022年公開の映画。

## インターネットでの活動
- 寂聴 あなたと話しましょう 〜動画相談室〜
2008年8月に始まった、瀬戸内寂聴が出演するネット上の動画番組。将来に希望を見出すことが難しいと感じている世代（20代後半から30代の「就職氷河期」の世代）からの相談に対して、瀬戸内本人が答えていく。インタビュアーは、テレビ番組『情熱大陸』のディレクター、中村裕。
現在[いつ?]は、携帯公式サイト「寂聴の人生相談室」にて更新中。インタビュアーは引き続き、中村裕が担当。

- 野いちご
「ぱーぷる」の筆名で、「あしたの虹」を掲載（完結）。

## メディア出演
- 寂聴ラジオ塾〜寂庵でお茶を〜（1985年、文化放送）
- 第57回NHK紅白歌合戦（2006年12月31日、NHK総合・ラジオ第1） - 審査員